# Spermophorides gomerensis
Spermophorides gomerensis là một loài nhện trong họ Pholcidae. Loài này có ở quần đảo Canaria.